# 유방의
유방의(劉邦儀, 1092년 ~ 1149년)는 고려의 문신이다. 본관은 중원(中原). 자는 안석(安石)이다.
고려 예종(睿宗) 때 진사시(進士試)에 급제하였다. 1148년(의종 2) 삼화현령(三和縣令)에 임명되었나 1149년(의종 3) 향년 58세로 임지인 삼화현(三和縣 : 현 평안남도 룡강군 삼화면)에서 재관(在官)중 병사하였다. 그 곳에서 임시로 장례를 치른 다음 개경으로 돌아와 송림현(松林縣)에 장례지냈다.

## 가족
- 아버지 : 유관(劉冠) - 태자태사 합문지후(太子太師 閤門祗候)
- 어머니 : 통사사인부인(通事舍人夫人) 오씨(吳氏)
  - 배우자 : 고공낭중(考功郎中) 이중연(李仲衍)의 딸
    - 자녀 : 1남 3녀